# Elecciones estatales de Johor de 2008
Las elecciones estatales de Johor de 2008 tuvieron lugar el 8 de marzo del mencionado año con el objetivo de renovar los 56 escaños de la Asamblea Legislativa Estatal, que a su vez investiría a un Menteri Besar (Gobernador o Ministro Principal) para el período 2008-2013, a no ser que se realizaran elecciones adelantadas en este período. Al igual que todas las elecciones estatales johoreñas, tuvieron lugar al mismo tiempo que las elecciones federales para el Dewan Rakyat de Malasia a nivel nacional.
El oficialista Barisan Nasional (Frente Nacional) liderado por el partido UMNO, gobernante tanto de Malasia como de Johor desde la independencia, obtuvo una resonante victoria con el 62.00% de los votos y 50 de los 56 escaños, resultando Abdul Ghani Othman, Menteri Besar desde 1995, reelegido para el que sería su cuarto y último mandato. El Pakatan Rakyat (Pacto Popular) coalición opositora que obtuvo un muy buen resultado a nivel federal, no logró plasmar este feroz crecimiento en Johor, si bien logró capitalizar casi todo el voto contrario al oficialismo, y obtuvo tan solo 6 escaños. Boo Cheng Hau, del Partido de Acción Democrática (DAP), asumió como líder de la oposición después de las elecciones. Ninguna otra fuerza logró obtener escaños. La participación electoral fue del 76.98%.

## Resultados
|  | 41.82 % |

|  | 57.14 % |

|  | 18.52 % |

|  | 21.43 % |

|  | 2.97 % |

|  | 7.14 % |

|  | 1.88 % |

|  | 3.57 % |

|  | 62.00 % |

|  | 89.29 % |

|  | 19.05 % |

|  | 3.57 % |

|  | 11.98 % |

|  | 7.14 % |

|  | 5.83 % |

|  | 0.00 % |

|  | 36.86 % |

|  | 10.71 % |

|  | 1.14 % |

|  | 0.00 % |

|  | 98.66 % |

|  | 1.44 % |

|  | 100.00 % |

|  | 76.98 % |